# Shah Nawaz Khan
Shah Nawaz Khan (Rawalpindi, 24 gennaio 1914 – India, 9 dicembre 1983) è stato un politico e generale indiano che prestò servizio come ufficiale dell'Esercito Nazionale Indiano (ENI) durante la seconda guerra mondiale. Dopo la guerra, fu processato e condannato a morte per tradimento in una corte marziale pubblica condotta dall'esercito anglo-indiano. La sentenza fu commutata dal comandante in capo dell'esercito indiano in seguito a disordini e proteste in India.

## Biografia

### Primi anni di vita
Come afferma nella sua autobiografia, Khan nacque il 24 gennaio 1914 in una famiglia musulmana Punjabi del clan Rajput-Janjua di Tikka Khan, che si ritirò come capitano dell'esercito anglo-indiano.
Aveva altri parenti nelle forze armate e suo nipote il tenente generale Zaheer-ul-Islam sarebbe diventato il direttore generale dell'Intelligence inter-servizi del Pakistan (2012-2014). Fuori dall'esercito, era cugino del padre dell'attore di Bollywood Shah Rukh Khan.
Conseguì la sua formazione militare presso il Regio Collegio Militare Indiano del Principe del Galles (ora Collegio Militare Indiano Rashtriya).

### La seconda guerra mondiale e l'Esercito Nazionale Indiano
Khan, che era arrivato al rango di capitano nell'esercito indiano, fu catturato dai giapponesi dopo la caduta di Singapore nel 1942. Prigioniero di guerra a Singapore, rimase profondamente influenzato dai discorsi patriottici di Subhas Chandra Bose, che chiedeva ai prigionieri di guerra indiani di unirsi all'Azad Hind Fauj (Esercito Nazionale Indiano, ENI) e combattere per un'India libera. Si unì quindi all'Esercito Nazionale nel 1943.
Fu incluso nel Gabinetto dell'Arzier Hukumat-e-Azad Hind formato da Bose. Più tardi, Bose decise di selezionare un reggimento costituito dalla punta di lancia dell'Esercito Nazionale e inviarlo all'azione per guidare l'avanzata in India. Khan guidò l'esercito nell'India nord-orientale, conquistando Kohima e Imphal che furono tenuti brevemente dall'ENI sotto l'autorità dei giapponesi. Nel dicembre del 1944, Shah Nawaz Khan fu nominato comandante della 1ª Divisione a Mandalay.

### Processo
Khan fu processato, insieme al generale Prem Sahgal e al colonnello Gurbaksh Singh Dhillon, per aver "condotto una guerra contro il re imperatore" in una corte marziale presso il forte rosso di Delhi. Furono difesi da Sir Tej Bahadur Sapru, Jawaharlal Nehru, Asaf Ali, Bhulabhai Desai, Kailash Nath Katju e altri, con l'argomentazione che dovevano essere trattati come prigionieri di guerra poiché non erano mercenari pagati ma soldati in buona fede di un governo legale, il governo provvisorio dell'India libera, o il governo dell'Azad Hind, e come tali avevano riconosciuto lo Stato indiano libero come il loro sovrano e non il sovrano britannico. Durante il processo, Khan citò il trattamento differenziale erogato ai soldati indiani rispetto a quelli britannici nell'esercito indiano. Nella sua testimonianza, Khan disse che nessun ufficiale indiano aveva ricevuto il comando di una divisione e solo uno era stato autorizzato a comandare una brigata. Khan ricevette la condanna a morte dalla corte, ma quella condanna fu ridotta in "semplice" carcere dal comandante in capo dell'esercito indiano.
Dopo che l'Esercito Nazionale Indiano di Subhas Chandra Bose si arrese alle forze britanniche, furono arrestati gli ufficiali e i soldati. Il maggior generale Shah Nawaz Khan, il colonnello Prem Kumar e il colonnello Gurbaksh Singh Dhillon furono processati in tribunale. In base alla direttiva di Allama Mashriqi, i Khaksar fecero grandi sforzi per la loro liberazione e non furono in vano. Durante una visita al quartier generale del Khaksar Tehrik, il maggior generale Shah Nawaz ringraziò Allama Mashriqi per aver combattuto per la loro liberazione. Il generale ringraziò anche i Khaksar e dichiarò: "Siamo molto grati al Khaksar Tehrik per i loro sforzi per ottenere la nostra liberazione". ("Al-Islah" dell'11 gennaio 1946). In questa occasione, il maggior generale Shah Nawaz Khan e il colonnello Prem Kumar Sahgal furono fotografati con il fondatore del Khaksar Tehrik (movimento Khaksar), il rispettato Allama Mashriqi.

### Carriera politica
Dopo il processo, Khan dichiarò che d'ora in poi avrebbe seguito la strada della nonviolenza sposata da Gandhi e si unì al Congresso Nazionale Indiano. Avendo contestato con successo il primo Lok Sabha nel 1952 da Meerut, Khan ebbe una illustre carriera parlamentare diventando:
- Segretario parlamentare e viceministro delle ferrovie e dei trasporti per 11 anni (1952-1956) e (1957-1964 (secondo mandato))
- Ministro del cibo e agricoltura (1965)
- Ministro del Lavoro, impiego e riabilitazione (1966)
- Ministro dell'acciaio e delle miniere e ministro delle industrie petrolifere e chimiche (1971-1973)
- Ministro dell'agricoltura e dell'irrigazione (1974-1975)
- Ministro dell'agricoltura e dell'irrigazione (1975-1977)
- Presidente della National Seeds Corporation Ltd.
- Presidente, Corporazione del Cibo dell'India.

Fu eletto quattro volte nel Lok Sabha dal collegio elettorale di Meerut nel 1951, 1957, 1962 e 1971. Perse nelle elezioni del Lok Sabha del 1967 e del 1977 da Meerut. Durante la guerra del 1965, suo figlio Mahmud era un ufficiale dell'esercito pakistano e l'opposizione chiese che fosse rimosso dal governo. Ma Lal Bahadur Shastri, in qualità di primo ministro, rifiutò di aderire e ricordò loro il suo servizio disinteressato in India come ufficiale dell'Esercito Nazionale.
Le idee politiche di Khan erano di sinistra, sostenendo le riforme della terra e la distribuzione pubblica. Ma il suo sostegno a leggi personali separate permanenti per le comunità religiose portò alla sua sconfitta nelle elezioni del 1967 contro Jan Sangh. Nel 1969, il Congresso Nazionale Indiano si divise, portandolo a schierarsi con Indira Gandhi. La campagna "Gareebi Hatao" del 1971 lo ricondusse come deputato alla Meerut. Nel 1977, il Partito Janata portò alla sua sconfitta e terminò la sua carriera in Parlamento. Rimase a capo del Congresso Sewa Dal fino alla sua morte, nel 1983.

### Comitato Shahnawaz
Nel 1956, il governo costituì un comitato per esaminare le circostanze intorno alla morte di Subhas Chandra Bose con Khan come capo. Il comitato comprendeva il fratello maggiore di Bose, Suresh Chandra Bose. Il Comitato iniziò i suoi lavori nell'aprile 1956 e si concluse quattro mesi dopo, quando due dei tre membri (escluso Suresh Chandra Bose) conclusero che Bose era morto nell'incidente aereo a Taihoku (giapponese per Taipei) a Formosa (ora Taiwan), il 18 agosto 1945. Dichiararono che le sue ceneri erano conservate nel tempio Renkoji del Giappone e che dovevano essere riportate in India.

## Nella cultura di massa
Nel film del 2005 Netaji Subhas Chandra Bose: The Forgotten Hero, Khan è stato interpretato dall'attore Sonu Sood. Nel film del 2017 Raagdesh, sui processi del Forte rosso, è interpretato dall'attore Kunal Kapoor.